# Saison 1 d'Ally McBeal
Chronologie
Saison 2 d'Ally McBeal
La première saison de la série télévisée américaine Ally McBeal comporte vingt-trois épisodes.

## Généralités
La première saison d' Ally McBeal a été diffusée sur le réseau Fox du 8 septembre 1997 au 18 mai 1998 devant une moyenne de 11,4 millions de téléspectateurs.
Tous les épisodes de la saison ont été écrits et produits par le créateur de la série David E. Kelley.
Cette saison a remporté le Golden Globe de la meilleure série et de la meilleure actrice pour Calista Flockhart qui joue le rôle-titre, lors de la 55e cérémonie des Golden Globe Awards, ainsi que le Emmy Award du meilleur son pour l'épisode Boy to the World, lors de la 50e cérémonie des Emmy Awards.

## Synopsis
Cette série met en scène un cabinet d'avocats de Boston dans lequel évoluent des personnages tous plus délirants les uns que les autres, avec en tête une avocate trentenaire à l'imagination débridée, Ally McBeal.

## Distribution
- Calista Flockhart (Ally McBeal)
- Courtney Thorne-Smith (Georgia Thomas)
- Greg Germann (Richard Fish)
- Lisa Nicole Carson (Renee Raddick)
- Jane Krakowski (Elaine Vassal)
- Gil Bellows (Billy Thomas)
- Peter MacNicol (John Cage) (à partir de l'épisode 12)

## Épisodes

### Épisode 1:La main aux fesses
- Titre original : Pilot
- Réalisation : James Frawley
- Scénario : David E. Kelley
- Première diffusion : 8 septembre 1997
- Invités : Vonda Shepard (Elle-même)

### Épisode 2:Situations compromettantes
- Titre original : Compromising Position
- Réalisation : Jonathan Pontell
- Scénario : David E. Kelley
- Première diffusion : 15 septembre 1997
- Invités : Vonda Shepard (Elle-même), Peter MacNicol (John Cage), Tate Donovan (Ronald Cheanie), Phil Leeds (Juge Dennis "Happy" Boyle), Dyan Cannon (Juge Jennifer "Frimousse" Cone), Willie Garson (Frank Shea), Jon Hamm (non crédité).

### Épisode 3:Le Baiser
- Titre original : The Kiss
- Réalisation : Dennie Gordon
- Scénario : David E. Kelley
- Première diffusion : 22 septembre 1997
- Invités : Tate Donovan (Ronald Cheanie), Vonda Shepard (Elle-même), Kate Jackson (Barbara Cooker)

### Épisode 4:La Trahison
- Titre original : The Affair
- Réalisation : Arlene Sanford
- Scénario : David E. Kelley
- Première diffusion : 29 septembre 1997
- Invités : Tate Donovan (Ronald Cheanie), Vonda Shepard (Elle-même), Kathy Baker (Katherine Dawson)

### Épisode 5:Le Procès
- Titre original : One Hundred Tears Away
- Réalisation : Sandy Smolan
- Scénario : David E. Kelley
- Première diffusion : 20 octobre 1997
- Invités : Vonda Shepard (Elle-même), Phil Leeds (Juge Dennis "Happy" Boyle), Zeljko Ivanek (Juge Marshal Pink), Dyan Cannon (Juge Jennifer "Frimousse" Cone).

### Épisode 6:La Promesse
- Titre original : The Promise
- Réalisation : Victoria Hochberg
- Scénario : David E. Kelley
- Première diffusion : 27 octobre 1997
- Invités : Vonda Shepard (Elle-même), Peter MacNicol (John Cage), Brooke Burns (The Girl).

### Épisode 7:Changement d'attitude
- Titre original : The Attitude
- Réalisation : Michael Schultz
- Scénario : David E. Kelley
- Première diffusion : 3 novembre 1997
- Invités : Vonda Shepard (Elle-même), Peter MacNicol (John Cage), Brooke Burns (The Girl)

### Épisode 8:L'étoile du bonheur
- Titre original : Drawing the Lines
- Réalisation : Mel Damski
- Scénario : David E. Kelley
- Première diffusion : 10 novembre 1997
- Invités : Christine Rose (Marci Hatfield), Vonda Shepard (Elle-même), Peter MacNicol (John Cage), Brooke Burns (The Girl)

### Épisode 9:Une histoire cochonne
- Titre original : The Dirty Joke
- Réalisation : Dan Attias
- Scénario : David E. Kelley
- Première diffusion : 17 novembre 1997
- Invités : Vonda Shepard (Elle-même), Brooke Burns (Jennifer Higgin)

### Épisode 10:Le combat
- Titre original : Boy to the World
- Réalisation : Thomas Schlamme
- Scénario : David E. Kelley
- Première diffusion : 1er décembre 1997
- Invités : Vonda Shepard (Elle-même), Peter MacNicol (John Cage), Amy Aquino (Dr Harper), Dyan Cannon (Juge Jennifer "Frimousse" Cone), Harrison Page (Révérend Mark Newman), Jennifer Holliday (Lisa Knowles).
- Cet épisode a reçu l'Emmy Award du meilleur son[réf. souhaitée].

### Épisode 11:Mariage à trois
- Titre original : Silver Bells
- Réalisation : Joe Napolitano
- Scénario : David E. Kelley
- Première diffusion : 15 décembre 1997
- Invités : Vonda Shepard (Elle-même), Peter MacNicol (John Cage), Dyan Cannon (Juge Jennifer "Frimousse" Cone),

### Épisode 12:Baby Blues
- Titre original : Cro-Magnon
- Réalisation : Allan Arkush
- Scénario : David E. Kelley
- Première diffusion : 5 janvier 1998
- Invités : Vonda Shepard (Elle-même)
- À partir de cet épisode, Peter MacNicol (John Cage), est crédité au générique.

### Épisode 13:Le pingouin
- Titre original : The Blame Game
- Réalisation : Sandy Smolan
- Scénario : David E. Kelley
- Première diffusion : 19 janvier 1998
- Invités : Vonda Shepard (Elle-même)

### Épisode 14:Dites-le avec le sourire
- Titre original : Body Language
- Réalisation : Mel Damski
- Scénario : David E. Kelley, Nicole Yorkin & Dawn Prestwich
- Première diffusion : 2 février 1998
- Invités : Vonda Shepard (Elle-même), Kathleen Wilhoite (Janie Bittner), Dyan Cannon (Juge Jennifer "Frimousse" Cone).

### Épisode 15:La fièvre du lundi soir
- Titre original : Once in a Lifetime
- Réalisation : Elodie Keene
- Scénario : David E. Kelley & Jeff Pinkner
- Première diffusion : 23 février 1998
- Invités : Vonda Shepard (Elle-même), Phil Leeds (Juge Dennis "Happy" Boyle)

### Épisode 16:Le fruit défendu
- Titre original : Forbidden Fruits
- Réalisation : Jeremy Kagan
- Scénario : David E. Kelley
- Première diffusion : 2 mars 1998
- Invités : Dina Meyer (Anna Flint)

### Épisode 17:Les nerfs à vif
- Titre original : Theme of Life
- Réalisation : Dennie Gordon
- Scénario : David E. Kelley
- Première diffusion : 9 mars 1998
- Invités : Vonda Shepard (Elle-même), Jesse L. Martin (Dr Gregory Butters), Paul Guilfoyle (Harold Lane), Tracey Ullman (Dr Tracey Clark), Dyan Cannon (Juge Jennifer "Frimousse" Cone).

### Épisode 18:Vent de folie
- Titre original : The Playing Field
- Réalisation : Jonathan Pontell
- Scénario : David E. Kelley
- Première diffusion : 16 mars 1998
- Invités : Vonda Shepard (Elle-même), Jesse L. Martin (Dr Gregory Butters), Tracey Ullman (Dr Tracey Clark).

### Épisode 19:Surprise, surprise
- Titre original : Happy Birthday Baby
- Réalisation : Thomas Schlamme
- Scénario : David E. Kelley
- Première diffusion : 6 avril 1998
- Invités : Vonda Shepard (Elle-même), Jesse L. Martin (Dr Gregory Butters), Harriet Sansom Harris (Cheryl Bonner).

### Épisode 20:Branle-bas de combat
- Titre original : The Inmates
- Réalisation : Michael Schultz
- Scénario : David E. Kelley
- Première diffusion : 27 avril 1998
- Invités : Vonda Shepard (Elle-même), Dylan McDermott (Bobby Donnell), LisaGay Hamilton (Rebecca Washington), Steve Harris (Eugene Young), Camryn Manheim (Ellenor Frutt), Kelli Williams (Lindsay Dole), Isaiah Washington (Michael Rivers), Tony Amendola (Juge Walter Swan), Daniel Dae Kim (officier de police)
- Première partie d'un crossover avec la série The Practice : Bobby Donnell & Associés

### Épisode 21:Les cloches
- Titre original : Being There
- Réalisation : Mel Damski
- Scénario : David E. Kelley
- Première diffusion : 4 mai 1998
- Invités : Isaiah Washington (Michael Rivers), Eric McCormack (Kevin Kepler)

### Épisode 22:Désespérément seuls
- Titre original : Alone Again
- Réalisation : Dennis Dugan
- Scénario : David E. Kelley
- Première diffusion : 11 mai 1998
- Invités : Vonda Shepard (Elle-même), Dyan Cannon (Juge Jennifer "Frimousse" Cone).

### Épisode 23:Un cœur trop grand
- Titre original : These are The Days
- Réalisation : Jonathan Pontell
- Scénario : David E. Kelley
- Première diffusion : 18 mai 1998
- Invités : Vonda Shepard (Elle-même), Dylan McDermott (Bobby Donnell), Willie Garson (Alan Farmer), Richard Schiff (Bernie Gilson), Phil Leeds (Juge Dennis "Happy" Boyle), Albert Hall (Juge Seymore Walsh), Bob Gunton (Michaelson).